# Partit Comunista del Nepal (Manandhar)
Partit Comunista del Nepal (Manandhar) fou un partit polític del Nepal format el 1979 com escissió del Partit Comunista del Nepal (Rayamjhi), escissió encapçalada per Bisnu Bahadur Manandhar.
Va canviar el seu nom a Partit Comunista del Nepal (Democràtic) o Communist Party of Nepal (Democratic) el 1991.